# Botyodes asialis
Botyodes asialis is een vlinder uit de familie van de grasmotten (Crambidae), uit de onderfamilie van de Spilomelinae. De wetenschappelijke naam van deze soort is voor het eerst voorgesteld door Achille Guenée in een publicatie uit 1854.
De spanwijdte varieert van 45 tot 50 millimeter.

## Verspreiding
De soort komt voor in 
- het Afrotropisch gebied (Mali, Sierra Leone, Liberia, Kameroen, São Tomé, Equatoriaal Guinee, Congo-Kinshasa, Rwanda, Tanzania, Zimbabwe, Zuid-Afrika, Madagaskar, Réunion),
- het Oriëntaals gebied (India, Nepal, Bhutan[1], Sri Lanka, Hong-Kong, Taiwan[2], Thailand, Laos[3], de Filipijnen, Singapore[1], Maleisië (Sarawak)[1], Indonesië (Borneo)),
- het Palearctisch gebied (Japan[4]),
- het Australaziatisch gebied (Papoea-Nieuw-Guinea, Australië (Queensland), Fiji, Samoa).

## Waardplanten
- Apocynaceae
  - Tabernaemontana sp
- Boraginaceae
  - Ehretia sp.
- Ebenaceae
  - Diospyros sp.
- Fabaceae
  - Erythrina variegata
- Flacourtiaceae
  - Casearia kerrii
  - Casearia grewiifolia
- Lamiaceae
  - Premna sp.
- Magnoliaceae
  - Michelia sp.
- Malvaceae
  - Urena sp.
- Menispermaceae
  - Tabernaemontana sp.
- Moraceae
  - Vijgenboom (Ficus carica)
- Rutaceae
  - Glycosmis sp.
- Salicaceae
  - Witte abeel (Populus alba)